# Liste der Biografien/Sib
Liste der Biografien |
Portal Biografien |
Personensuche
# |
A |
B |
C |
D |
E |
F |
G |
H |
I |
J |
K |
L |
M |
N |
O |
P |
Q |
R |
S |
T |
U |
V |
W |
X |
Y |
Z |
?
 
Sa |
Sb |
Sc |
Sd |
Se |
Sf |
Sg |
Sh |
Si |
Sj |
Sk |
Sl |
Sm |
Sn |
So |
Sp |
Sq |
Sr |
Ss |
St |
Su |
Sv |
Sw |
Sy |
Sz
 
Sia |
Sib |
Sic |
Sid |
Sie |
Sif |
Sig |
Sih |
Sii |
Sij |
Sik |
Sil |
Sim |
Sin |
Sio |
Sip |
Siq |
Sir |
Sis |
Sit |
Siu |
Siv |
Siw |
Six |
Siy |
Siz
Die Liste der Biografien führt alle Personen auf, die in der deutschsprachigen Wikipedia einen Artikel haben. Dieses ist eine Teilliste mit 164 Einträgen von Personen, deren Namen mit den Buchstaben „Sib“ beginnt.

## Sib

### Siba
- Siba, Rhizlane (* 1996), marokkanische Hochspringerin
- Sibai, Abla Mehio, libanesische Epidemiologin und Gerontologin
- Sibāʿī, Mustafā as- (1915–1964), syrischer Muslimbruder
- Sibaja, Iván José (* 2000), costa-ricanischer Speerwerfer
- Sibajene, Denny (* 1939), sambischer Botschafter
- Sibal, Abner W. (1921–2000), US-amerikanischer Politiker
- Sibalatani, Bernard (* 1953), namibischer Politiker, Gouverneur und Vorsitzender des Nationalrates
- Sibaldi, Stefano (1905–1996), italienischer Schauspieler und Synchronsprecher
- Sibanda, Karabo (* 1998), botswanischer Leichtathlet
- Sibande, Gert (1901–1987), südafrikanischer Antiapartheid-Kämpfer
- Sibandze, Daniel (* 1964), eswatinischer Marathonläufer
- Sibawayhi, persischer Sprachwissenschaftler und Autor
- Sibaya, MacBeth (* 1977), südafrikanischer Fußballspieler

### Sibb
- Sibba, Bischof von Elmham
- Sibbald, Craig (* 1995), schottischer Fußballspieler
- Sibbald, Jack, kanadischer Badmintonspieler
- Sibbald, Robert (1641–1722), schottischer Arzt und Geograph
- Sibbald, Tony (1936–2011), US-amerikanischer Schauspieler
- Sibbel, Jörg (* 1965), deutscher Verwaltungswirt und Bürgermeister von Osterrönfeld und Eckernförde, Staatssekretär im Innenministerium
- Sibbern, Georg (1816–1901), norwegischer Diplomat und Politiker
- Sibbern, Valentin (1779–1853), norwegischer Offizier und Politiker, Mitglied des Storting
- Sibbersen, Jan (* 1975), deutscher Schwimmer und Triathlet
- Sibbett, Jane (* 1962), US-amerikanische Schauspielerin und Model
- Sibbett, Wilson (* 1948), britischer Physiker
- Sibbick, Lucy, britische Maskenbildnerin
- Sibbick, Toby (* 1999), englischer Fußballspieler
- Sibbit, John (1895–1950), britischer Radrennfahrer
- Sibbritt, Gerard (* 1942), australischer Balletttänzer und Tanzpädagoge

### Sibe
- Sibeko, David (1938–1979), südafrikanischer Politiker und Journalist
- Sibel, Caspar (1590–1658), deutscher reformierter Theologe
- Sibelius, Aino (1871–1969), finnische Ehefrau von Jean Sibelius
- Sibelius, Jean (1865–1957), finnischer KomponistJean Sibelius (1865–1957)

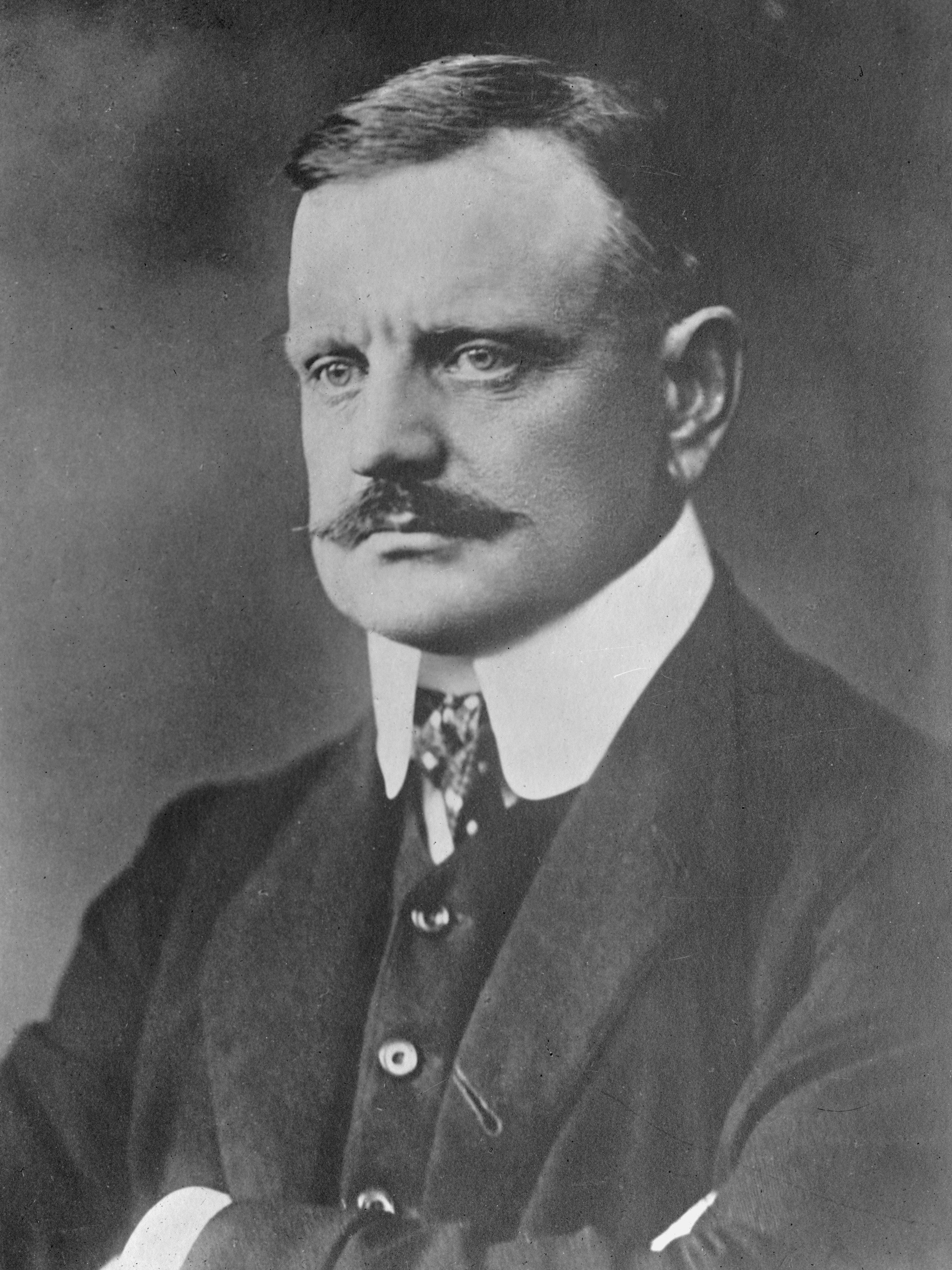
Jean Sibelius (1865–1957)

- Sibelius, Johanna (1913–1970), deutsche Drehbuch- und Romanautorin
- Sibelius, Karl M. (* 1969), österreichischer Theaterschauspieler, Regisseur und Intendant
- Siben, Arnold (1882–1957), deutscher Politiker
- Siben, Johann Julius (1851–1907), Bürgermeister und Winzer in Deidesheim
- Siben, Josef (1864–1941), bayerischer Politiker
- Siber, Adam (1516–1584), deutscher Humanist und Pädagoge
- Siber, Adam Theodor (1563–1616), deutscher Literaturwissenschaftler, Rhetoriker und Linguist
- Siber, Alfons (1860–1919), österreichischer Maler und Restaurator
- Siber, Bertold (* 1943), deutscher Koch
- Siber, Carl (* 1890), deutscher Schriftsteller
- Siber, Christian Andreas (1662–1704), deutscher Pädagoge und lutherischer Theologe
- Siber, Gustav (1857–1924), Schweizer Industrieller
- Siber, Gustav (1864–1927), Schweizer Bildhauer
- Siber, Hans-Jakob (* 1942), Schweizer Unternehmer und Paläontologe
- Siber, Heinrich (1870–1951), deutscher Rechtswissenschaftler
- Siber, Helmut (1942–2023), österreichischer Fußballspieler
- Siber, Jules (1871–1943), deutscher Jurist, Schriftsteller, Violinist und Komponist
- Siber, Matt (* 1972), US-amerikanischer Fotograf
- Siber, Max (1860–1915), preußischer Generalmajor
- Siber, Sibel (* 1960), zyprische Politikerin (CTP)
- Siber, Thaddäus (1774–1854), deutscher Mathematiker und Physiker
- Siber, Urban Gottfried (1669–1741), deutscher evangelischer Theologe
- Siber, Willi (* 1949), deutscher Maler und Bildhauer
- Siber-Schumowa, Nadeschda Olimpijewna, russische Medizinerin und Chemikerin
- Siberdt, Eugène (1851–1931), belgischer Genre-, Historien- und Orientmaler
- Siberechts, Jan (1627–1703), flämischer Landschaftsmaler
- Siberie, Richmar (* 1982), niederländischer Fußballspieler (Niederländische Antillen)
- Siberry, Jane (* 1955), kanadische Sängerin
- Siberski, Leo (* 1969), deutscher Dirigent, Musiker und Generalmusikdirektor
- Sibert, Adolphe (1899–1991), österreichisch-französischer Dirigent
- Sibert, Franklin C. (1891–1980), US-amerikanischer Offizier, Generalmajor der US-Army
- Sibert, William L. (1860–1935), US-amerikanischer Offizier, Generalmajor der US Army
- Sibet Lubben († 1433), ostfriesischer Häuptling zu Rüstringen
- Sibeth, Friedrich Georg (1793–1880), deutscher Gutsherr und Schriftsteller
- Sibeth, Gottfried (1695–1768), deutscher Theologe, Beamter und Chronist
- Sibeth, Johann Nikolaus (1734–1809), Jurist und zeitweilig Ratsherr der Hansestadt Lübeck
- Sibeth, Karl Joachim (1692–1748), lutherischer Theologe und Geistlicher

### Sibi
- Sibi, Sheikh (* 1998), gambischer Fußballtorhüter
- Sibiak, Nikola (* 2000), polnische Bahnradsportlerin
- Sibierski, Antoine (* 1974), französischer Fußballspieler
- Sibik, Paweł (* 1971), polnischer Fußballspieler
- Sibila, Ferran (* 1988), spanischer Fußballtrainer
- Sibilia, Enrico (1861–1948), italienischer Geistlicher, Kardinal der römisch-katholischen Kirche
- Sibilia, Matteo Gennaro (1657–1709), italienischer Geistlicher und römisch-katholischer Bischof von San Marco Argentano
- Sibilio, Alessandro (* 1999), italienischer Hürdenläufer
- Sibilla von Bondorf († 1524), Buchmalerin und Klarissin
- Sibilla, Franco (1923–2008), italienischer Geistlicher, Bischof von Asti
- Sibille, Constance (* 1990), französische Tennisspielerin
- Sibille, Guy (* 1948), französischer Radrennfahrer
- Sibilski, Heinz-Günter (1941–1975), deutscher Fußballspieler
- Sibilski, Samuel (* 1983), deutscher Stand-up-Comedian und Battlerapper
- Sibiri, Sita (* 2004), burkinische Sprinterin
- Sibirjakow, Alexander Michailowitsch (1849–1933), russischer Mäzen und Forschungsreisender
- Sibirjakow, Eduard Fjodorowitsch (1941–2004), russischer Volleyballballspieler
- Sibirjakow, Innokenti Michailowitsch (1860–1901), russischer Mäzen, Geschäftsmann, Gelehrter und Mönch
- Sibirjakow, Konstantin Michailowitsch (* 1854), russischer Unternehmer, Bildhauer und Mäzen
- Sibirjakow, Semjon Grigorjewitsch (1888–1938), russischer Schriftsteller und Revolutionär
- Sibirtsev, Aleksei (* 1987), estnischer Eishockeyspieler
- Sibirzew, Wsewolod Michailowitsch (1893–1920), russischer Revolutionär

### Sibl
- Sibler, Bernd (* 1971), deutscher Politiker (CSU), MdLBernd Sibler (* 1971)

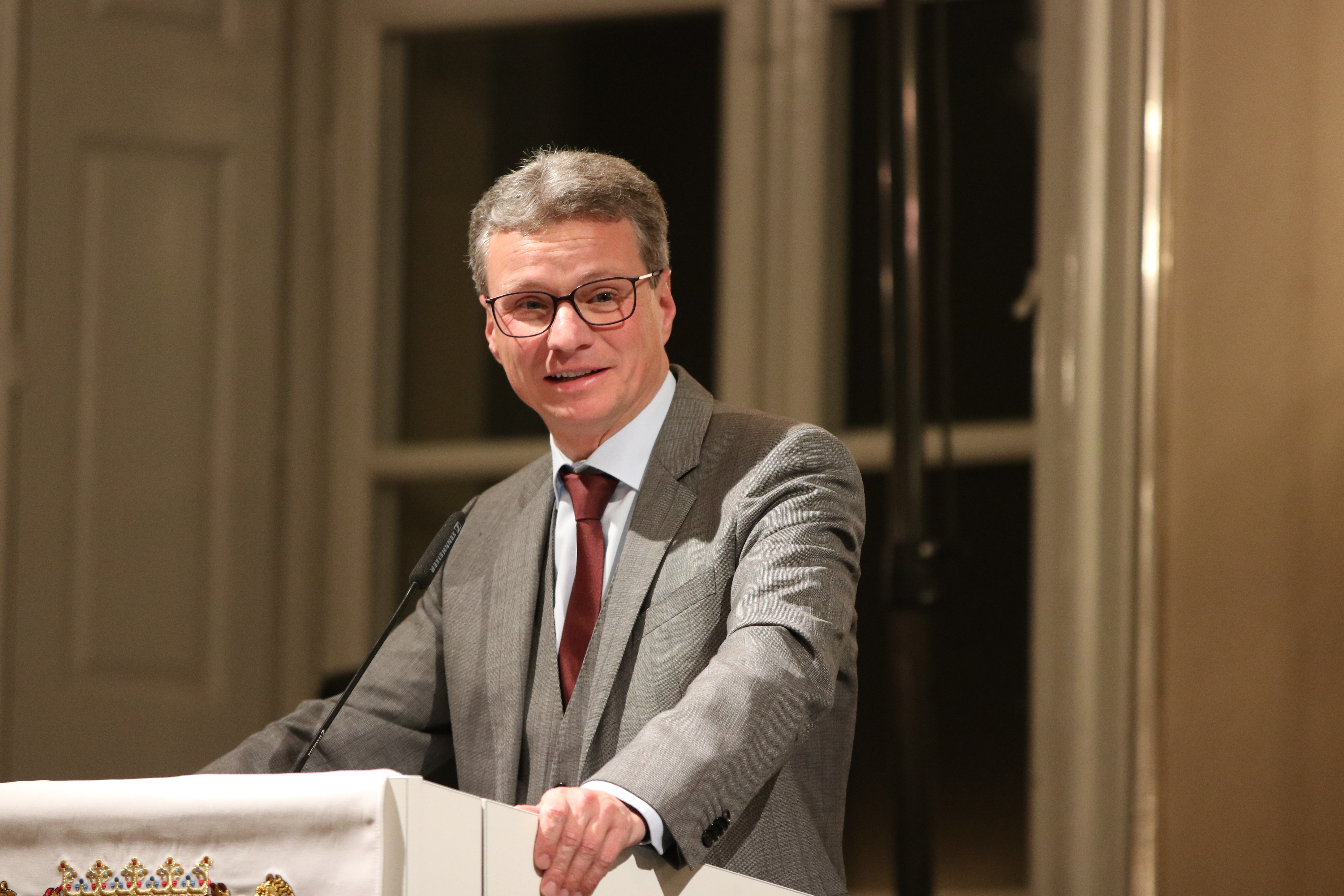
Bernd Sibler (* 1971)

- Siblewski, Klaus (* 1950), deutscher Hochschullehrer, Herausgeber und Lektor
- Sibley, Alden K. (1911–1999), US-amerikanischer Militär, Generalmajor der United States Army
- Sibley, Amber, Maskenbildnerin
- Sibley, Antoinette (* 1939), britische Primaballerina
- Sibley, Charles (1917–1998), US-amerikanischer Ornithologe und Molekularbiologe
- Sibley, Cyril William (1923–1945), britischer Militär, Sergeant der Royal Air Force
- Sibley, Frank Noel (1923–1996), englischer Philosoph
- Sibley, Henry Hastings (1811–1891), US-amerikanischer Politiker
- Sibley, Henry Hopkins (1816–1886), Offizier in den Armeen der Vereinigten Staaten von Amerika
- Sibley, Jonas (1762–1834), US-amerikanischer Politiker
- Sibley, Joseph C. (1850–1926), US-amerikanischer Politiker
- Sibley, Kelly (* 1988), englische Tischtennisspielerin
- Sibley, Louie (* 2001), englischer Fußballspieler
- Sibley, Mark H. (1796–1852), US-amerikanischer Jurist und Politiker
- Sibley, Solomon (1769–1846), US-amerikanischer Politiker

### Sibn
- Sibner, Lesley (1934–2013), US-amerikanische Mathematikerin
- Sibner, Rachel (* 1991), US-amerikanische SchauspielerinRachel Sibner (* 1991)

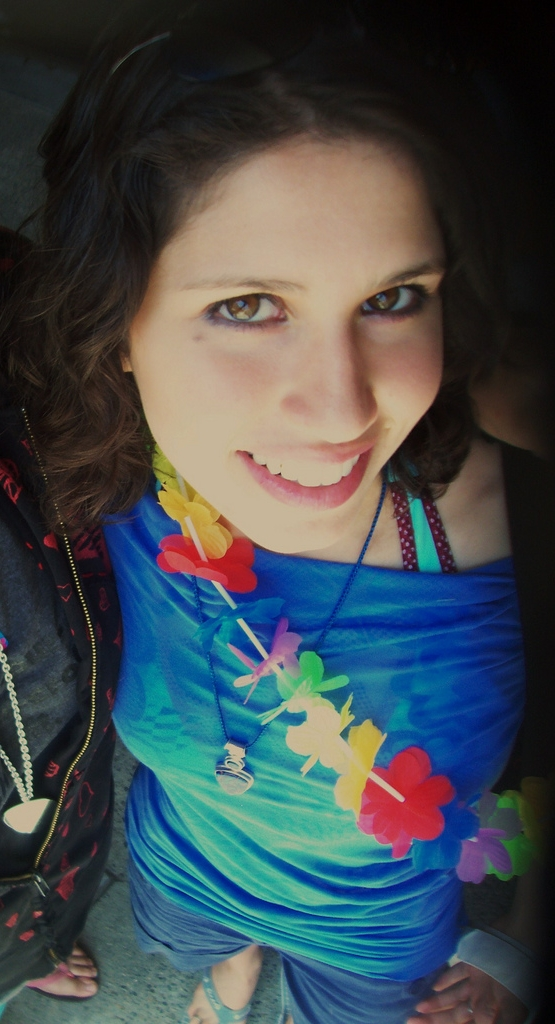
Rachel Sibner (* 1991)

### Sibo
- Sibold, Klaus (1945–2025), deutscher Physiker
- Siboldi, Robert (* 1965), uruguayischer Fußballspieler und -trainer
- Sibomana, Adrien (* 1953), burundischer Premierminister
- Sibomana, Joseph (1915–1999), ruandischer Geistlicher, Bischof von Kibungo
- Sibon, Gerald (* 1974), niederländischer Fußballspieler
- Siboni, Giuseppe (1780–1839), italienisch-dänischer Tenor, Gesangslehrer und Begründer der Kopenhagener Musikakademie
- Sibony, Daniel (* 1942), französischer Psychoanalytiker, Schriftsteller, Philosoph und Mathematiker
- Sibony, Nessim (* 1947), französischer Mathematiker
- Siboto von Seefeld († 1262), Bischof von Augsburg
- Sibour, Auguste (1792–1857), Erzbischof von Paris
- Sibour, Léon-François (1807–1864), französischer Geistlicher und römisch-katholischer Weihbischof in Paris
- Sibour, Paul Roger, französischer Sprachmeister

### Sibr
- Sibraa, Kerry (* 1937), australischer Politiker und Diplomat
- Sibrand, Hermann (1645–1712), deutscher Jurist; Bürgermeister von Stettin
- Sibrand, Joachim Heinrich (1670–1743), deutscher Rechtsgelehrter, Richter am Wismarer Tribunal
- Sibrand, Johann (1569–1638), deutscher Rechtswissenschaftler und Hochschullehrer
- Sibrand, Johann (1637–1701), deutscher Rechtswissenschaftler und Hochschullehrer
- Sibrián, López (* 1955), stellvertretender Befehlshaber Sección Inteligencia der Guardia Nacional von El Salvador

### Sibs
- Sibson, Richard H. (* 1945), neuseeländischer Geologe
- Sibson, Tony (* 1958), britischer Boxer

### Sibt
- Sibthorp, Charles de Laet Waldo (1783–1855), britischer Politiker, Mitglied des House of Commons
- Sibthorp, John (1758–1796), englischer Botaniker
- Šibtum, Königsgemahlin von Mari

### Sibu
- Sibug, Eishner Jigsmac (* 1999), philippinisch-US-amerikanischer Eishockeyspieler
- Sibul, Heiki (* 1963), estnischer Verwaltungsbeamter
- Sibum, Bas (* 1982), niederländischer Fußballspieler
- Sibum, Otto (* 1956), deutscher Wissenschaftshistoriker
- Sibun, Innes (* 1968), britischer Bluesgitarrist
- Siburg, Hans (1893–1976), deutscher General der Flieger der Luftwaffe im Zweiten Weltkrieg
- Siburu, Horacio (1922–2000), argentinischer Moderner Fünfkämpfer
- Sibus, Cole (* 1998), US-amerikanischer Sportler und Schauspieler
- Sibutus, Georg, deutscher Humanist und neulateinischer Dichter

### Siby
- Sibylla Elisabeth von Braunschweig-Dannenberg (1576–1630), Gräfin
- Sibylla Elisabeth von Württemberg (1584–1606), Prinzessin von Württemberg, durch Heirat Kurfürstin von Sachsen
- Sibylla von Anhalt (1564–1614), Herzogin von Württemberg
- Sibylla von Armenien († 1290), Prinzessin von Kleinarmenien, durch Heirat Gräfin von Tripolis und Fürstin von Antiochia
- Sibylla von Marsal, Begine
- Sibylla von Sachsen-Coburg und Gotha (1908–1972), schwedische Adelige, Tochter des letzten Herzogs von Sachsen-Coburg und Gotha, Mutter des schwedischen Königs Carl XVI. GustafSibylla von Sachsen-Coburg und Gotha (1908–1972)
- Sibylle, Schlagersängerin

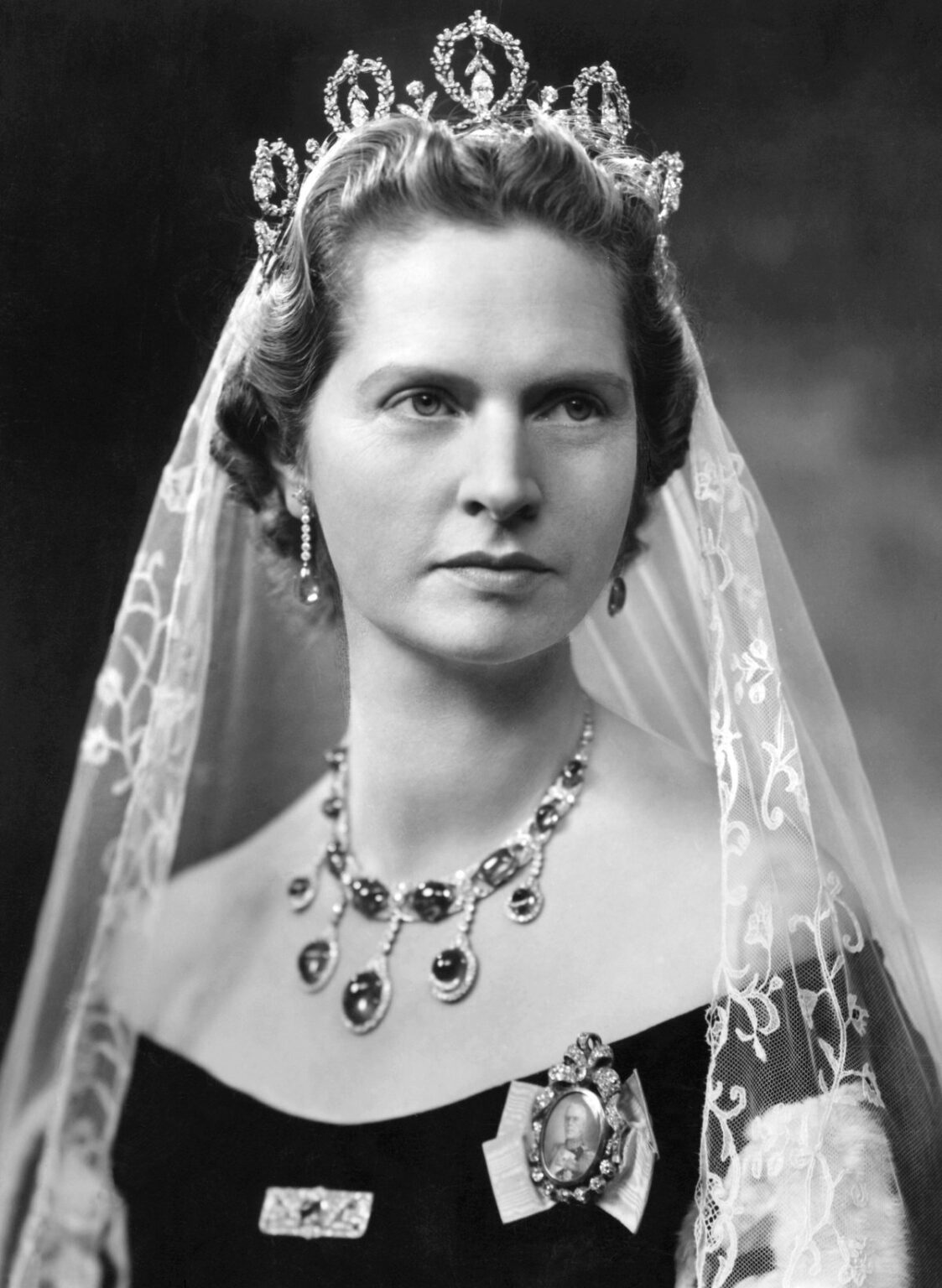
Sibylla von Sachsen-Coburg und Gotha (1908–1972)

- Sibylle († 1190), Königin von Jerusalem
- Sibylle Christine von Anhalt-Dessau (1603–1686), Gräfin von Hanau
- Sibylle Hedwig von Sachsen-Lauenburg (1625–1703), Herzogin von Sachsen-Lauenburg
- Sibylle Ursula von Braunschweig-Wolfenbüttel (1629–1671), Fürstin und Schriftstellerin
- Sibylle von Acerra, Königin von Sizilien
- Sibylle von Anjou († 1165), durch Heirat Gräfin von Flandern
- Sibylle von Baden (1485–1518), Prinzessin und Markgräfin von Baden
- Sibylle von Bayern (1489–1519), Kurfürstin von der Pfalz
- Sibylle von Brandenburg (1467–1524), Herzogin von Jülich und Berg
- Sibylle von Burgund († 1150), Königin von Sizilien

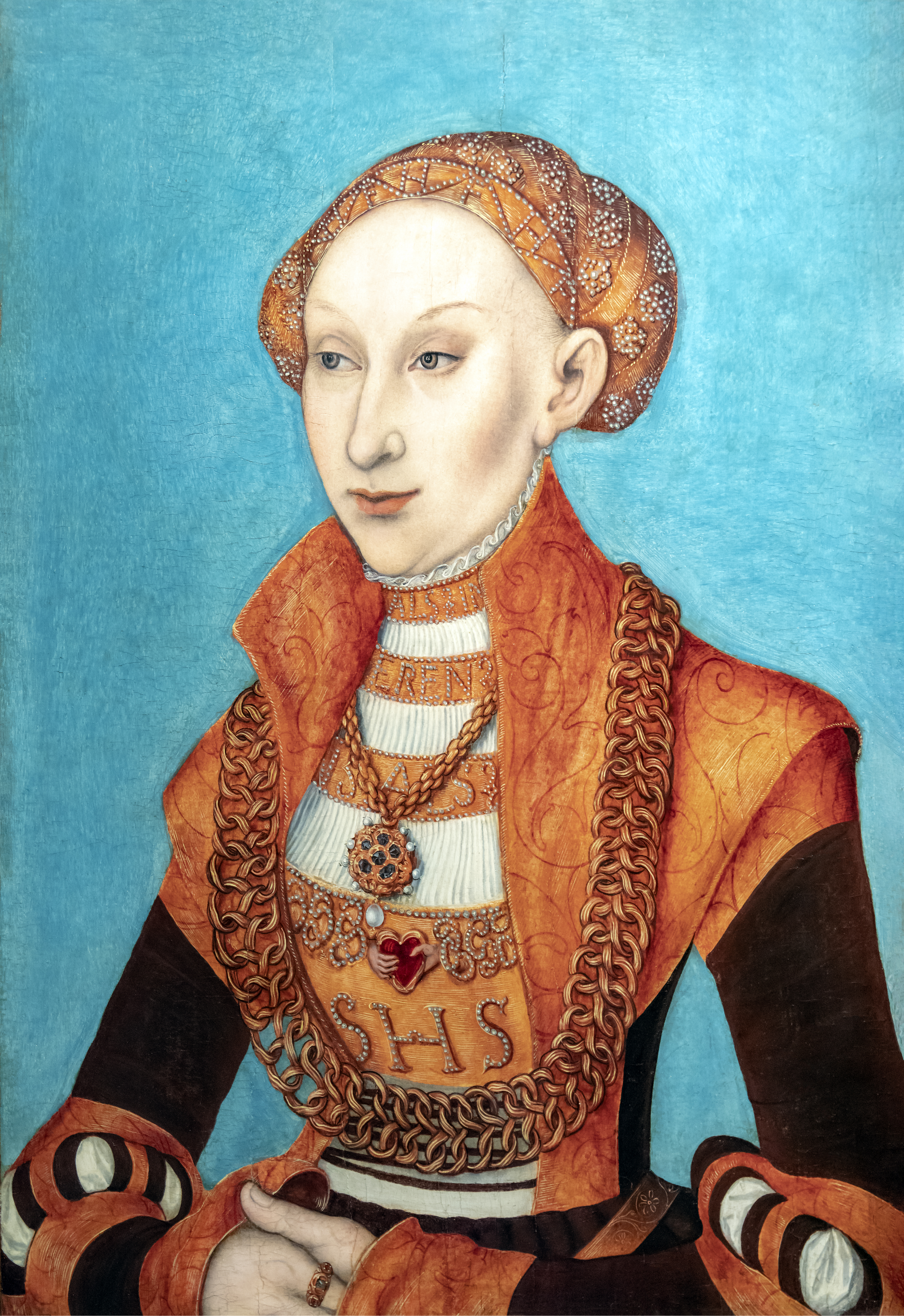
Sibylle von Jülich-Kleve-Berg (1512–1554)

- Sibylle von Jülich-Kleve-Berg (1512–1554), älteste Tochter von Herzog Johann III., Kurfürstin von SachsenSibylle von Jülich-Kleve-Berg (1512–1554)
- Sibylle von Jülich-Kleve-Berg (1557–1628), Markgräfin von Burgau
- Sibylle von Lusignan (* 1198), zyprische Prinzessin, durch Heirat Königin von Armenien
- Sibylle von Sachsen (1515–1592), Herzogin von Sachsen-Lauenburg
- Sibyllina Biscossi (1287–1367), italienische Terziarin, Selige
- Sibyrtios, Feldherr Alexanders des Großen, Satrap von Lydien